# Vladař
Vladař är ett berg i Tjeckien.   Det ligger i regionen Karlovy Vary, i den västra delen av landet, 90 km väster om huvudstaden Prag. Toppen på Vladař är 693 meter över havet, eller 189 meter över den omgivande terrängen. Bredden vid basen är 2,7 km.
Terrängen runt Vladař är huvudsakligen platt, men åt nordost är den kuperad.Runt Vladař är det glesbefolkat, med 17 invånare per kvadratkilometer. Närmaste större samhälle är Toužim, 16,5 km väster om Vladař. Trakten runt Vladař består till största delen av jordbruksmark.